# Zalameggyes
Zalameggyes is een plaats (község) en gemeente in het Hongaarse comitaat Veszprém. Zalameggyes telt 56 inwoners (2001).